# Messlingen, Härjedalen
Messlingen är en sjö i Härjedalens kommun i Härjedalen och ingår i Ljusnans huvudavrinningsområde. Sjön har en area på 3,09 kvadratkilometer och ligger 683,2 meter över havet. Sjön avvattnas av vattendraget Mittån. Norr om sjön ligger byn Messlingen.

## Delavrinningsområde
Messlingen ingår i det delavrinningsområde (695316-134902) som SMHI kallar för Utloppet av Messlingen. Medelhöjden är 756 meter över havet och ytan är 19,92 kvadratkilometer. Räknas de 36 avrinningsområdena uppströms in blir den ackumulerade arean 307,88 kvadratkilometer. Mittån som avvattnar avrinningsområdet har biflödesordning 2, vilket innebär att vattnet flödar genom totalt 2 vattendrag innan det når havet efter 375 kilometer. Avrinningsområdet består mestadels av skog (58 procent) och kalfjäll (10 procent). Avrinningsområdet har 3,09 kvadratkilometer vattenytor vilket ger det en sjöprocent på 15,5 procent. Bebyggelsen i området täcker en yta av 1,86 kvadratkilometer eller 9 procent av avrinningsområdet.